# Tassilone I di Baviera
Tassilone I di Baviera, o Tassilo (560 – 610), fu duca dei Bavari dal 591 alla sua morte, ricevette il titolo di Re da Childeberto II nel 591.

## Biografia
In accordo con quanto descritto da Paolo Diacono, egli venne nominato duca dei Bavari da Childeberto II, Re Franco di Austrasia, nel 591, alla fine della guerra contro i Franchi. La guerra era iniziata con il predecessore di Tassilo, Garibaldo I, quando Childeberto sancì la pace con matrimoni politici. Non sappiamo per certo i rapporti che legarono Tassilo a Garibaldo e, se non fu suo figlio, ebbe certamente rapporti molto stretti con lui. Il fatto che fu Childeberto a nominare Tassilo re mostra come il controllo della Baviera fosse affidato ai Franchi già dal VI-VII sec.
Paolo Diacono narra inoltre che Tassilo si mosse presto anche verso le terre degli Slavi (probabilmente i territori recentemente conquistati e corrispondenti al Tirolo Orientale e alla Carinzia), e ritornò vittorioso col consenso generale del suo popolo.
Tassilo morì nel 610 e venne succeduto da suo figlio Garibaldo II.